# Brachyiulus varibolinus
Brachyiulus varibolinus är en mångfotingart som beskrevs av Carl Graf Attems 1904. Brachyiulus varibolinus ingår i släktet Brachyiulus och familjen kejsardubbelfotingar. Inga underarter finns listade i Catalogue of Life.